# Sočan
Sočan je priimek več znanih Slovencev:
- Borut Sočan, večpredstavni računalničar, publicist
- Gregor Sočan (*1971), psiholog, prof. FF UL
- Ivan Likar - Sočan (1921 - 1991), rudar, partizanski poveljnik in narodni heroj
- Jaka Sočan (*1988), biotehnolog, kemik
- Jule (Julij) Sočan - Tomaž Skala (1909 - 1990), partizanski poveljnik in fotograf
- Lojze Sočan (*1938), ekonomist, diplomat, univ. profesor (FDV)
- Maja Sočan, javnozdravstvena strokovnjakinja
- Smiljan Sočan (*1950), gradbenik, astronom?